# Selyeb, Borsod-Abaúj-Zemplén
Selyeb este un sat în districtul Szikszó, județul Borsod-Abaúj-Zemplén, Ungaria, având o populație de 466 de locuitori (2011). 

## Demografie
Componența etnică a satului Selyeb
     Maghiari (66,57%)
     Romi (33,43%)
Componența confesională a satului Selyeb
     Greco-catolici (31,33%)
     Romano-catolici (30,47%)
     Reformați (18,45%)
     Fără religie (3,43%)
     Necunoscută (16,31%)
Conform recensământului din 2011, satul Selyeb avea 466 de locuitori. Din punct de vedere etnic, majoritatea locuitorilor (66,57%) erau maghiari, cu o minoritate de romi (33,43%). Nu există o religie majoritară, locuitorii fiind greco-catolici (31,33%), romano-catolici (30,47%), reformați (18,45%) și persoane fără religie (3,43%). Pentru 16,31% din locuitori nu este cunoscută apartenența confesională.